# Marie pour mémoire
Pour plus de détails, voir Fiche technique et Distribution.
Marie pour mémoire est un film français réalisé par Philippe Garrel, sorti en 1968.
Philippe Garrel dit au sujet de ce film :  Marie décrit le traumatisme de la nouvelle génération. Selon Antoine de Baecque, Garrel tourne ce film pour entrer en dialogue, même contradictoire, avec Masculin féminin (1966) de Jean-Luc Godard et sa représentation de la jeunesse. Godard voue d'ailleurs à Garrel depuis ce film « une admiration teintée de jalousie ».
Le long métrage est sélectionné à la 7e Semaine de la Critique durant le Festival de Cannes 1968, arrêté à la suite des événements de Mai 1968.

## Synopsis
Dans une agence matrimoniale, deux couples sont formés par erreur lors d'un malencontreux brassage de cartes. Le premier, Blandine et Gabriel, seront rationnels et prudents jusqu'à l'échec. Le second, Marie et Jésus, romantiques jusqu'à la folie. Alors qu'ils désirent passer leur vie ensemble, Marie tombe enceinte. Sa mère, découvrant son infortune, la contraint à avorter et la sépare de Jésus.

## Fiche technique
- Titre : Marie pour mémoire
- Réalisation : Philippe Garrel
- Scénario  : Philippe Garrel
- Photographie : Michel Fournier
- Musique : François Garrel
- Son : Jacques Dumas
- Montage : Philippe Garrel
- Assistant réalisateur : Marco Pauly
- Producteur associé : Claude Berri
- Genre : Film dramatique
- Durée : 80 min
- Date de sortie : France : 1968

## Distribution
- Zouzou : Marie
- Maurice Garrel : le chauffeur de taxi / le policier
- Didier Léon : Jésus
- Nicole Laguigné : Blandine
- Thierry Garrel : Gabriel
- Fiammetta Ortega : la conseillère à la prudence
- Jacques Robiolles
- Stanislas Robiolles : l'enfant
- Sylvaine Massart : la mère de Marie
- André Bineau

## Récompenses et distinctions
- Grand Prix du Festival international du jeune cinéma de Hyères en avril 1968.